# Królestwo Portugalii
Królestwo Portugalii (łac. Regnum Portugalliae, port. Reino de Portugal) – państwo portugalskie istniejące w latach 1139–1910, czyli pomiędzy przekształceniem Hrabstwa Portugalii w królestwo a republikańską rewolucją.